# Dudu (futebolista, 1939)
Olegário Tolói de Oliveira (Araraquara, 7 de novembro de 1939 – São Paulo, 28 de junho de 2024), mais conhecido como Dudu, foi um treinador e futebolista brasileiro que atuou como volante. É considerado um dos maiores jogadores da história do Palmeiras.
Com participação decisiva nas conquistas da época da chamada Academia de Futebol, Dudu conquistou nove títulos oficiais com a equipe.

## Biografia
Um dos símbolos do time do Palmeiras na época da Academia, Dudu e Ademir da Guia fizeram um dueto quase perfeito desde o momento em que o menino do interior chegou a São Paulo, em 1964. Diz-se que, parte do apelido de Divino, ganho por Ademir, foi graças ao futebol simples e eficiente de Dudu, que funcionaria como um "carregador de piano".
Como treinador, passou por vários clubes, entre os quais, o Palmeiras, onde foi campeão paulista em 1976. No America Football Club (RJ), foi campeão do Torneio dos Campeões em 1982. Posteriormente treinou a Desportiva Ferroviária, a Ferroviária e o Sãocarlense.
É tio do ex-jogador e atualmente treinador Dorival Júnior.

## Homenagem do Palmeiras

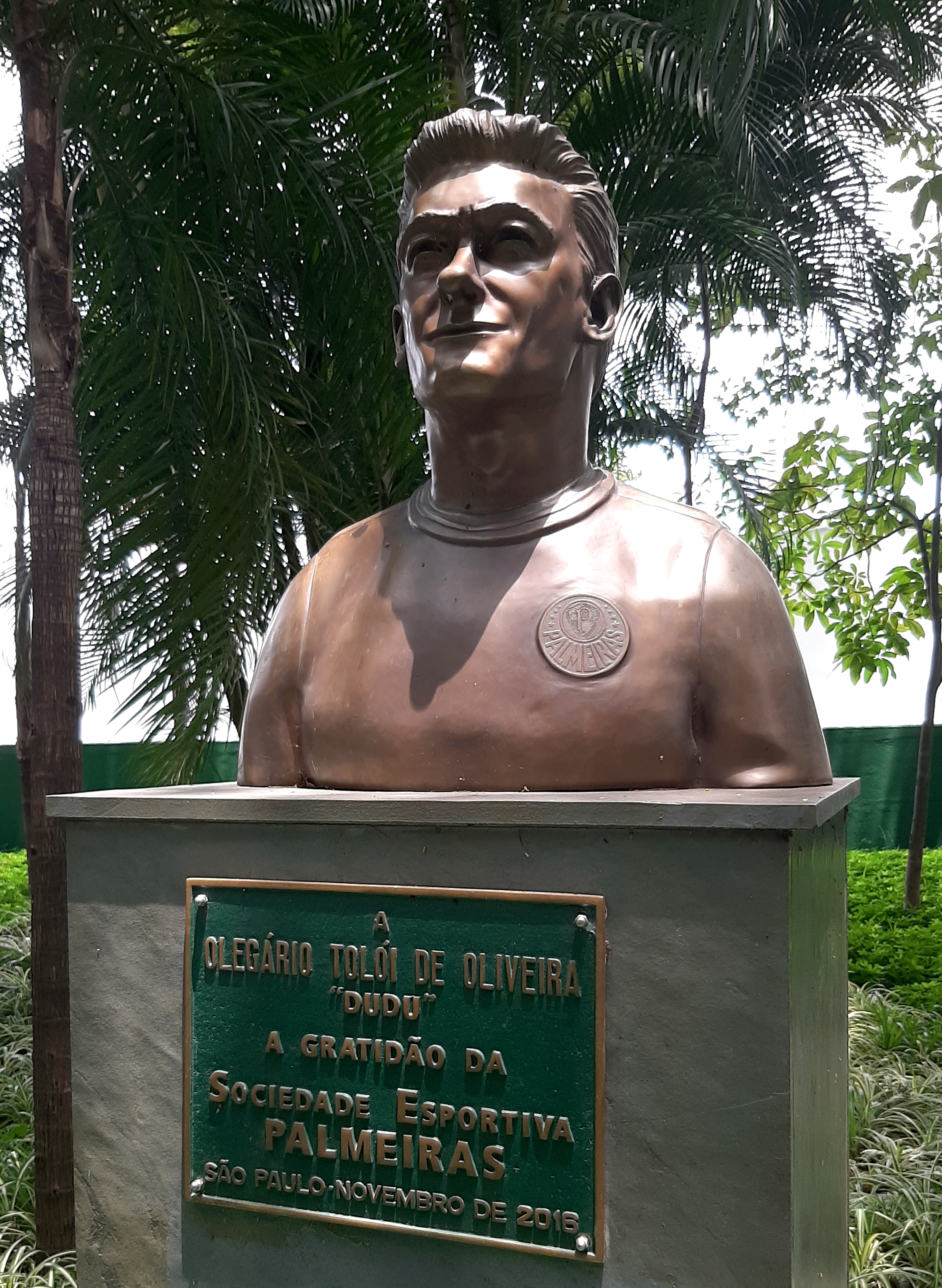
Busto de Dudu na sede do Palmeiras

Segundo o estatuto do clube, Dudu não poderia ter um busto em sua homenagem porque enfrentou o Verdão quando atuava pela Ferroviária de Araraquara. Apenas jogadores com grande história dentro do Palmeiras e que nunca atuaram contra a equipe Alviverde possuíam a honraria. No clube, esta homenagem tinha sido dada apenas a Waldemar Fiúme, ao zagueiro Junqueira e a Ademir da Guia. 
Em 2015, porém, o "COF" e "Conselho Deliberativo" autorizaram a mudança no estatuto e Oberdan Cattani acabou por tornar-se o primeiro homenageado com as novas regras. Em novembro de 2016, foi a vez de Dudu ganhar tal honraria. A cerimônia ocorreu no dia de seu aniversário.

## Morte
Dudu morreu em 28 de junho de 2024, aos 84 anos, devido a uma infecção abdominal. Ele havia sido internado após uma fissura na bacia e o quadro se agravou nas últimas horas. 

## Títulos

### Como jogador
Palmeiras
- Campeonato Brasileiro: 1967, 1967, 1969, 1972 e 1973
- Torneio Rio-São Paulo: 1965
- Campeonato Paulista: 1966, 1972 e 1974

### Prêmios Individuais
- Bola de Prata (Placar): 1974

### Como treinador
Palmeiras
- Campeonato Paulista: 1976

Desportiva Capixaba
- Campeonato Capixaba: 1986

America-RJ
- Torneio dos Campeões: 1982